# تیم ملی فوتبال زیر ۱۹ سال اسکاتلند
تیم ملی فوتبال زیر ۱۹ سال اسکاتلند (انگلیسی: Scotland national under-19 football team)  نماینده اسکاتلند در فوتبال بین المللی در رده فوتبال زیر 19 سال مردان است و توسط اتحادیه فوتبال اسکاتلند کنترل می شود. 